# 1-Oktanol
Oktanol je pravolančani masni alkohol sa osam atoma ugljenika i molekulskom formulom . Mada se termin oktanol obično odnosi na primarni alkohol 1-oktanol, postoji niz drugih manje zastupljenih strukturnih izomera oktanola, kao što su sekundarni alkoholi 2-oktanol, 3-oktanol i 4-oktanol.
Oktanol se prirodno javlja u obliku estara u pojedinim esencijalnim uljima. Primarna upotreba oktanola je u proizvodnji raznih estara, kao što je oktil acetat, koji se koristi u pripremi parfema i začina. On se isto tako koristi eksperimentalnoj medicini za kontrolu podrhtavanja i drugih tipova nehotičnih neuroloških tremora.

## Priprema
Octanol se industrijski priprema putem oligomerizacije etilena koristeći trietilaluminijum, naknadnu oksidaciju alkilaluminijumskih produkata. Idealizovana sinteza je:
Ovaj proces proizvodi opseg alkohola koji se razdvajaju destilacijom.